# Technique du tango rioplatense
Le tango dit rioplatense est une danse de bal qui se danse à deux, au cours des milongas. Il est aujourd'hui de loin le plus pratiqué dans le monde, devant le tango de salon, et donc souvent appelé « tango » tout court (le tango de salon, jusqu'au début des années 1990, était, dans l'hémisphère Nord, presque le seul pratiqué ; voir Opposition entre « tango rioplatense » et « tango de salon »).
Le tango est une danse d'improvisation : les pas ne sont pas décidés à l'avance pour être répétés, mais les deux partenaires marchent ensemble vers une direction impromptue à chaque instant, en fonction de la musique, et de l'espace libre sur la piste.
Un partenaire (traditionnellement l'homme) guide le poids du deuxième (traditionnellement la femme), qui suit, en laissant aller naturellement son poids, le corps du premier, sans chercher à deviner les pas.
Il n'existe pas de pas ni de séquence conventionnelle qu'il faudrait apprendre par cœur et reproduire. Le « pas de base », dit  « salida », est enseigné aux débutants pour ses vertus pédagogiques, mais est rarement pratiqué en bal : un danseur qui guide sa partenaire n'a pas de raison d'effectuer cette séquence particulière, et il apprend à se déplacer sur la piste sans penser aux pas. Les pas ne forment pas des séquences. Chaque danseur danse selon son propre ressenti. Il n'y a pas d'« école » de tango proprement dite. Deux personnes ayant suivi les mêmes cours peuvent avoir des styles très différents. Plus encore que dans les autres danses de bal, changer de partenaire est fréquent au cours des milongas. Pour autant, il n'y a pas de règles, et il arrive souvent que certains couples de danseurs ne se séparent pas au cours d'une soirée, sans être pour autant en couple en dehors de la piste.

## Techniques de base

### Abrazo
L'abrazo est la manière de se prendre dans les bras. Le court instant de l'abrazo est, pour certains, déjà un moment de danse, où l'on s'approche l'un de l'autre sans se précipiter, moment où l'on s'installe dans une posture ajustée à la morphologie de l'autre. Cette posture peut donc changer selon le partenaire. Épaules relâchées, La main droite du guideur enlace son partenaire, la position de cette main dans le dos changeant souvent selon la posture. De l'autre côté, la poignée de main, bien que tonique, doit rester souple et le plus élastique possible pour pouvoir chercher – recherche pas toujours simple pour le débutant – littéralement, la conscience, la sensation du buste de l'autre. Les coudes sont aussi relâchés et vers le bas. Cette poignée de main n'est en principe jamais plus haute que l'épaule.[pas clair]

### Posture
Dans le souci d'éviter que les élèves débutants se marchent sur les pieds, et parfois pour tenter de leur faire intégrer plus vite une sensation de présence vers l'avant, certains professeurs de tango leur demandent de faire reposer le poids de leur corps sur le devant du pied (les métatarses). Mais en réalité, l'appui du pied, même s'il peut varier fortement et être parfois effectivement sur les métatarses lors de postures en pyramide (volcada), il est le plus souvent réparti, chez les danseurs en milonga, sur toute la surface du pied : à la fois, avant du pied et talon, ce qui, en plus, fatigue moins le danseur.

### Marche et tours
Le tango est d'abord une marche ('caminata'). On marche principalement sur les temps forts du rythme (les temps 1 et 3 de la mesure à 4 temps du tango; le temps 1 de la mesure à 3 temps de la valse). Lorsque l'on danse un contretemps, la marche s'accélère brièvement (on danse alors sur les temps forts et faibles).
Un deuxième élément constitutif du tango est le tour ('giro') d'un danseur autour d'un axe central (souvent le partenaire, mais parfois le couple tourne ensemble autour d'un axe situé entre les deux). Le déplacement du danseur effectuant le tour (traditionnellement la femme) s'articule de la manière suivante, en une structure de tour : pas avant, demi-tour sur le pied d'appui et pas de côté, demi-tour sur le pied d'appui et pas arrière, pas de côté, etc. Dans cette structure, le pas de côté est souvent appelé "latéral" ou "ouverture" ('apertura') et les pas avant et arrière sont parfois appelés "croisé avant" ('cruce adelante') et "croisé arrière" ('cruce atrás').
Sur cette base peuvent se greffer des "figures" ('ganchos', 'saccadas', 'boleos', lapiz', etc.) en nombre infini, et qui sont essentiellement à la discrétion des danseurs.

### Guidage/Connexion
Le partenaire qui guide (traditionnellement l'homme), ne guide pas littéralement avec les bras, ni avec les mains, mais avec le buste, avec le poids du corps. Ce guidage qui semble imperceptible vu de l'extérieur, est en fait infiniment plus clair, pour le partenaire qui suit, que s'il était effectué directement avec les bras. De fait, plus le guidage vient de l'intérieur du corps, plus il est naturel, clair et fonctionnel. (Et un danseur qui a « du mal à guider une partenaire » pour quelque raison, aura parfois tendance à « en rajouter avec les bras ».)

### Improvisation
Les pas ou séquences que l'on apprend sont faits pour être oubliés : Ils ne sont pas destinés à être reproduits et juxtaposés, mais à être multipliés, mélangés dans un mouvement qui, plus il est inconscient, meilleur il sera.
Mais l'improvisation n'est pas seulement une question d'inspiration, c'est d'abord une question technique : lorsque l'on commence le tango, ou que l'on n'est pas très bien connecté avec sa/son partenaire, on aura tendance à reproduire des séquences de motifs dansés, parfois assez répétitifs. Lorsque la qualité du mouvement et de la connexion s'améliore, on est alors capables de danser des motifs plus divers qui seront de moins en moins répétitifs. À l'extrême, si les danseurs trouvent une connexion ou une fusion idéale, la sensation de l'improvisation pourra parfois être totale.

### Adorno (Embellissements)
L'adorno (embellissement, fioriture, ornement) est un mouvement plus ou moins complexe, exécuté par les danseurs et danseuses de tango dans un but esthétique ou afin de donner une interprétation personnelle de la musique. Ce mouvement ne se substitue pas au guidage, en revanche, il donne du relief et de la texture à la technique pure. Les adornos sont pratiqués aussi bien par l'homme que par la femme, néanmoins chez la femme, ceux-ci sont souvent enseignés à l'occasion de cours spécifiques dits de "technique femme" .

### Figures ou pas particuliers
Cette marche improvisée à quatre jambes s'est enrichie au fil du temps
sont apparues ensuite des figures plus complexes, comme les sacadas, boleos, barridas, ganchos, colgadas, etc.

#### Barrida
La barrida est une figure consistant à déplacer avec son pied celui de sa partenaire en le faisant glisser sur le sol. En fait, pour de nombreux danseurs contemporains ce n'est pas le pied de l'homme qui guide littéralement le pied de la femme dans ce mouvement, mais le buste, le déplacement naturel du poids du corps qui fait reculer la femme et son pied avec, le pied de l'homme se déplaçant du même mouvement. Le mouvement inverse se guide aussi: Cela donne l'illusion que la femme déplace à son tour le pied de l'homme.

#### Ganchos
Accroches réalisées le plus souvent par la femme et le plus souvent sous la conduite de l’homme. Jambes et pieds alignés dans la même direction grâce à l’assise, « la sentada », offerte par l’homme. Celle-ci permet à la femme de passer du face à face parallèle à une position perpendiculaire des torses en s’asseyant sur la jambe de l’homme.

#### Colgadas
(Suspensions) Technique dans laquelle les deux danseurs partagent volontairement le même axe au sol. En dégageant légèrement leurs hanches vers l'extérieur ils forment un contrepoids qui permet au couple de rester stable. Cette technique est l'inverse de la Volcada qui se présente en pyramide.

### Chaussures et vêtements
Il n'existe pas de « chaussures de tango traditionnelles », bien que de nombreux vendeurs de chaussures prétendent le contraire. Dans les années 1940, le tango se dansait avec les chaussures de ville. En partie parce qu'à l'époque les femmes portaient souvent des chaussures à talons, celles-ci sont maintenant synonymes de tango. Si les hauts talons sont pratiques pour les pas en arrière (les femmes marchent souvent en arrière dans le tango), ils le sont moins pour faire de grands pas en avant ou de côté. Ainsi, les danseuses qui ne sont pas particulièrement amatrices de grands pas peuvent choisir parfois des chaussures à talons assez hauts, qui les grandiront, leur permettant de mieux s'accorder en taille avec leurs partenaires masculins. Alors que les danseuses amatrices de grands pas choisiront plus fréquemment des chaussures à talons plus petits. Chez la plupart des danseuses, baisser la taille des talons permet d'améliorer la fluidité de la marche. Le dilemme entre marche fluide ou grands pas d'une part, augmentation de la taille et facilité de la marche en arrière d'autre part, conditionnera la danse. Certaines danseuses débutantes choisissent des talons hauts pour commencer à danser alors qu'elles ont du mal à marcher avec… Là où certaines danseuses confirmées dansent même avec des chaussons de danse ou « zapatillas de tango ».
Des vêtements permettant les mouvements libres des jambes sont indispensables. Pour les femmes qui portent des jupes, celles-ci devront être assez larges, ou bien fendues. Il est souvent conseillé de porter des vêtements souples et d'éviter les vêtements empêchant les mouvements lâches des jambes, comme les jeans ou pantalons serrés. Culturellement, la tenue n'a pas d'importance particulière, sauf pour quelques rares amateurs européens. (Olivier Manoury, bandonéoniste : « Il reste encore quelques "gominés" qui semblent tout droit sortis d’un film de Gardel, mais je pense qu’il y en a davantage en Europe qu’en Argentine). »

## Styles de tango dits «historiques»
Il est impossible de définir avec précision différents styles de tango, car le tango n'a jamais été une danse figée. (sauf peut-être dans ses formes européanisés dans les années 1920, musette ou danse de salon) C'est une danse par essence très créative ou chaque danseur aura un peu sa propre façon de danser et parfois ses propres pas, Il n'y a donc pas de styles figés et clairement distincts de tango qui auraient chacun leur technique propre et précise, mais plutôt un certain nombre de tendances, historiques ou non, dont la nature et la posture sont plus ou moins définies.

### Tango canyengue
Historiquement, le style de tango le plus ancien, de caractère populaire, des bas-quartiers.
Tel qu'il est décrit et dansé aujourd'hui, (mais qui peut être assez diffèrent de ce qu'il a été à la naissance du tango), c'est un tango avec une posture enlacée, le buste de la femme collé sur le flanc de l'homme, la poignée de mains est en bas (au niveau du bassin), les jambes peuvent être très pliées, de manière parfois exagéré. (Voir : démo de tango canyengue.)

### Tango orillero
Terme apparu dans les années 1920-30. Danse à caractère populaire et faubourien (que certains opposent au « tango salon » des salons de Buenos Aires, plutôt danse de riches.), Il est la continuation du tango canyengue, c'est un style joyeux et joueur, dont le vocabulaire s'enrichit (sacadas, ganchos, boleos, etc.)

### Tango salon
Littéralement, Le tango qui se danse dans les salons de Buenos Aires à l'âge d'or du tango, les années 1940. Style doux et élégant, chaque danseur est sur son axe, mais ils peuvent être proches, ou en posture ouverte (c'est-à-dire, se tenant par les bras, mais sans contact buste à buste ni tête contre tête)  En général, les danseurs commencent et finissent proches, et n'ouvrent la posture que pour les pas qui le nécessitent. (À ne pas confondre avec le tango dit « de salon »)

### Tango fantasia
Le terme « tango fantasia », assez employé autour des années 1970/80, définit un style plutôt « scénique », en posture ouverte, avec des pas souvent complexes, voire des sauts. Le terme est aujourd'hui peu usité,.

## Le Tango moderne
Depuis la renaissance du tango dans les années 1990, les styles et recherches se confrontent et se mélangent. Deux tendances simples se dégagent - même si elles peuvent bien sûr se mélanger l'une à l'autre au sein d'une même danse - : Le tango « en posture fermée » et le tango « en posture ouverte ».
Certaines expressions perdurent néanmoins, par exemple, certains professeurs ou danseurs d'aujourd'hui se réclament du « tango canyengue », ou du « tango salon ». Et le style « tango salon » des années 1940 est toujours pratiqué dans de nombreux lieux historiques à Buenos Aires (Villa Urquiza, Sunderland…)

### Le Tango «en posture fermée» ou «proche»
On appelle aujourd'hui simplement « danser proche » ou « danser en fermé », lorsque les bustes des deux danseurs sont en contact (ou pour certains, qu'au minimum les têtes se touchent).
Cette proximité rend la connexion entre les danseurs, nécessaire au guidage et à l'improvisation, plus facile, plus directe et évidente. Ainsi, quel que soit leur style, deux danseurs confirmés qui ne se connaissent pas entameront le plus souvent leur tango en posture « proche ».
Les deux bustes peuvent être tout à fait parallèles l'un à l'autre, ou bien garder une légère ouverture du côté des mains jointes (en formant une sorte de V). Lorsque les bustes sont bien en face et en appui l'un contre l'autre, on parle de « tango milonguero » (en tant que style, ce terme est apparu dans les années 1990) ou de « tango apilado ». Les plus célèbres représentants de ce tango enlacé sont Tété Rusconi et Silvia, Susana Miller. Ce style simple avec peu de figures est très populaire en Europe.

### Le Tango «en posture ouverte»
Alors que jusque dans les années 1980, les danseurs de bal n'ouvraient la posture que par intermittence pour quelques pas au milieu de la danse (tango salon), ou en tout cas n'ouvraient pas fortement la posture, ou bien alors lors de démonstrations (tango fantasia), un tango en posture très ouverte est apparu dans les bals du monde entier, dans un style organique d'abord influencé par les danseurs du petit groupe de recherche formé autour de Gustavo Naveira à la fin des années 1990. (Gustavo Naveira, Pablo Veron, Fabian Salas et Mariano « Chicho » Frumbolli). En Europe, ces danseurs argentins ont influencé des danseurs européen qui, eux-mêmes, enseignent aujourd'hui à travers toute l'Europe et parfois au-delà.
Certains danseurs européens de retour de Buenos Aires - où ils n'ont dansés que dans les milongas du centre-ville, centre-ville où la plupart des vieux danseurs dansent proche car les pistes sont plus serrées et peuplées - défendent parfois l'idée erronée que le tango de bal authentique se danse seulement en posture fermée.
Par ailleurs, certains danseurs de tango en posture ouverte définissent leurs tango comme moderne en utilisant le terme de tango nuevo. Ce terme, qui prête à confusion, fait parfois référence à un tango incluant des pas utilisant de nombreux contre-poids et des mouvements guidés à l'aide des bras à la manière du swing. Mais le terme est aussi d'origine commerciale (d'abord utilisé par des professeurs de tango sur leurs tracts pour attirer des élèves), il est donc souvent critiqué comme ne voulant pas dire grand chose, n'apportant pas fondamentalement d'éléments nouveaux, et, selon les termes de Pablo Veron, ne peut se prétendre une « méthodologie ».
Tantôt, tango ouvert et tango proche  ont parfois tendance à être opposés par certains danseurs comme étant l'un, sportif et l'autre, authentique, et tantôt, ils se combinent. Lors d'un interview, le maestro Gustavo Naveira répond ceci :  

« Cette discussion qui existe aujourd’hui entre le tango ouvert et le tango fermé est une invention un peu étrange. Lorsque j’ai commencé à danser, je me souviens qu’il y avait des danseurs qui utilisaient différentes formes d’abrazo et l’on ne considérait pas forcément ceux qui dansaient serré (apretado) comme des traditionalistes. Ce n’était pas la seule possibilité, c’était beaucoup plus mélangé. Aujourd’hui on prétend que le tango apretado est le tango traditionnel et que l’autre non. Cette polémique me paraît une invention moderne. »

— Gustavo Naveira
Et il ajoute, dans un essai, en 2008 :

« Le terme tango nuevo est parfois utilisé en référence à un style de danse, ce qui est une erreur. (…) Aujourd'hui, il est parfaitement clair que la distance dans la danse a une complexité beaucoup plus grande que simplement ouvert ou fermé… »

## Citations
« On ne connaît pas le fondement structurel et technique du tango. […]  Un danseur classique peut connaître jusqu’au dernier détail du travail de chacun de ses muscles lorsqu’il exécute tel ou tel mouvement. C’est-à-dire qu’il connaît la structure de son mouvement jusqu’aux plus petits détails. Il n’en est pas ainsi pour le tango. On en est encore à discuter si l’on doit ouvrir l’abrazo, quelle est la bonne distance, quelle est la lecture que l’on doit faire de la technique. Et il y a plus. Il n’y a pas de discussion consistante de quels sont les éléments constitutifs du tango. Dans le fond, on ne sait pas encore ce que l’on est en train de faire. »

— Gustavo Naveira